# 1-е Гнездилово
1-е Гнездилово (Первое Гнездилово) — село в Фатежском районе Курской области, входит в состав Солдатского сельсовета.

## География
Расположено в 23 км к юго-востоку от Фатежа, в верховье речки Руды, притока Усожи, на левом берегу, в отличие от 2-го Гнездилова, расположенного на правом берегу.
Климат
1-е Гнездилово, как и весь район, расположено в поясе умеренно континентального климата с тёплым летом и относительно тёплой зимой (Dfb в классификации Кёппена).
Часовой пояс
Село 1-е Гнездилово, как и вся Курская область, находится в часовой зоне МСК (московское время). Смещение применяемого времени относительно UTC составляет +3:00.

## Этимология
Село получило название от фамилии первозаимщиков — однодворцев Гнездиловых. До начала XX века использовалось уточняющее название — Гнездилово-на-Руде, так как на территории Фатежского уезда была одноимённая деревня (ныне в Железногорском районе).

## История
До начала XX века в составе села Гнездилово выделялись несколько частей: Артамоновка, сельцо Васильевское, Красные Холчи, Мерцаловка, Шевляковка.
В 1862 году в селе было 116 дворов, население составляло 886 человек (440 мужского пола и 446 женского), действовал православный храм Василия Великого. В Государственном архиве Курской области сохранились метрические книги Васильевского храма за 1880, 1882—1884, 1888, 1889, 1892—1894, 1903, 1904, 1906, 1908—1911, 1913, 1915 и 1916 годы. К началу 1880-х годов здесь была открыта школа. Отмечалось, что классная комната в школе была большая и светлая (7 окон), но потолок низкий, старый местами прогнивший пол, из-под которого дует, всё это портило впечатление. В 1897 году в Гнездилово проживало 1 057 человек (500 мужского пола и 557 женского).
В советское время село было разделено на 2 населённых пункта: 1-е и 2-е Гнездилово. По данным 2013 года в Первом Гнездилове было 42 двора.
Храм Василия Великого
Первый, документально известный, деревянный храм был построен в Гнездилове в 1650-х — 1670-х годах и освящён в честь Василия Великого. В состав прихода храма, помимо Гнездилова, входили деревни Поздняково и Шуклино. В 1794 году силами местных жителей под руководством священника Тимофея Никитича Попова на месте ветхого храма был построен новый, также деревянный, но с колокольней. Интересно, что гнездиловские храмы сгорали по неизвестной причине, и на сходе жителей села принималось решение воздвигать их на новом месте. В 1903 году, после очередного пожара, новый Васильевский храм был построен в соседней деревне Шуклино (сгорел 14 января 1996 года). С тех пор центр прихода находится там.

## Население
| Годы      | 1862 | 1883 | 1897 | 1981 | 1989 | 2002 | 2010 |
| --------- | ---- | ---- | ---- | ---- | ---- | ---- | ---- |
| Население | 886  | 944  | 1057 | ≈320 | 71   | 42   | ↘49  |

## Персоналии
- Владимир Павлович Рукавицын (1918—1989) — Герой Советского Союза.

## Инфраструктура
Личное подсобное хозяйство. В селе 72 дома.

## Транспорт
1-е Гнездилово находится в 22 км от автодороги федерального значения М2 «Крым» (Москва — Тула — Орёл — Курск — Белгород — граница с Украиной) как часть европейского маршрута E105, в 16 км от автодороги регионального значения 38К-038 (Фатеж — Дмитриев), в 12 км от автодороги 38К-005 (Конышёвка — Жигаево — 38К-038), в 4 км от автодороги межмуниципального значения 38Н-679 (38К-038 — Солдатское — Шуклино), в 19,5 км от ближайшего ж/д остановочного пункта 552 км (линия Навля — Льгов I).
В 159 км от аэропорта имени В. Г. Шухова (недалеко от Белгорода).